# Liste der Monuments historiques in Brebotte
Die Liste der Monuments historiques in Brebotte führt die Monuments historiques in der französischen Gemeinde Brebotte auf.

## Liste der Objekte
| Bezeichnung               | Beschreibung                  | Standort                        | Kennzeichnung | Schutzstatus | Datum | Bild |
| ------------------------- | ----------------------------- | ------------------------------- | ------------- | ------------ | ----- | ---- |
| Hauptaltar mit Tabernakel | Holz, bemalt, 18. Jahrhundert | in der Kirche St-Étienne (Lage) | PA00125420    | Inscrit      | 1993  |      |